# Pseudaeolus
Pseudaeolus là một chi bọ cánh cứng trong họ 
Elateridae.
Chi này được miêu tả khoa học năm 1891 bởi Candèze.

## Các loài
Các loài trong chi này gồm:
- Pseudaeolus australis (Candèze, 1859)
- Pseudaeolus bimaculatus Carter, 1939
- Pseudaeolus suillus (Candèze, 1878)
- Pseudaeolus versicolor (Candèze, 1882)
- Pseudaeolus waggae (Candèze, 1882)
- Pseudaeolus zigzag Carter, 1939